# Řasovník protáhlý
Řasovník protáhlý (Phyllopteryx taeniolatus) je mořská ryba příbuzná mořskému koníku. Synonymická jména jsou Phyllopteryx foliatus, Syngnathus foliatus (Shaw, 1804), Syngnaths taeniolatus a řasovník chaluhový.

## Jméno
Řasovník protáhlý (Phyllopteryx taeniolatus) byl považován za jediný druh rodu Phyllopteryx. V roce 2015 byl popsán nový druh řasovníka Phyllopteryx dewysea Stiller, Wilson & Rouse, 2015, nejde tedy již o druh monotypického rodu. Existuje ještě řasovník rozedraný (Phycodurus eques) z monotypického rodu Phycodurus.
Řasovník byl pojmenován po svém vzhledu, který připomíná řasu, díky čemuž je dobře maskován v porostech řas, ve kterých se obvykle pohybuje. Může měřit až 45 cm.

## Výskyt
Řasovník se nachází ve vodě v hloubkách od 3 do 50 m okolo jižního pobřeží Austrálie, zhruba mezi Port Stephens v Novém Jižním Walesu a Geraldtonem v Západní Austrálii a také kolem Tasmánie.
Řasovník protáhlý je rybím symbolem australského státu Victoria.

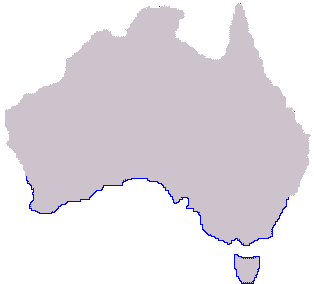
Výskyt řasovníka protáhlého
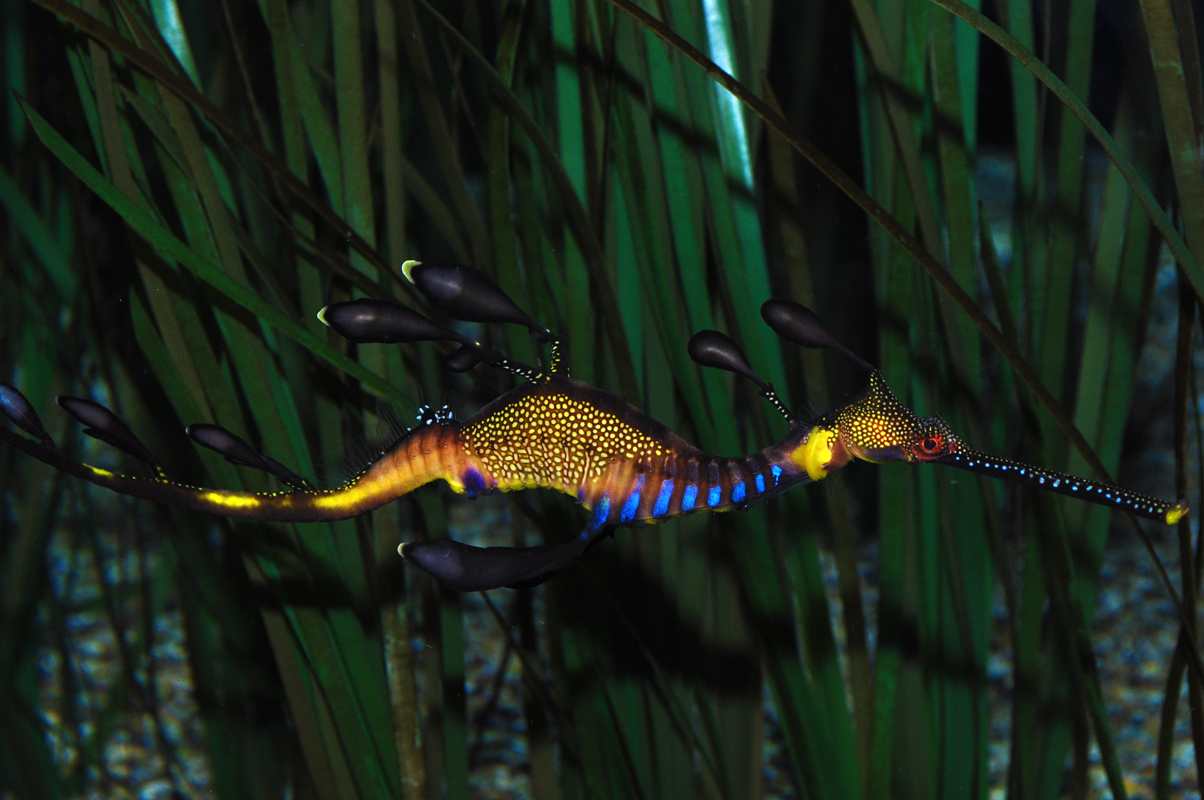
Phyllopteryx
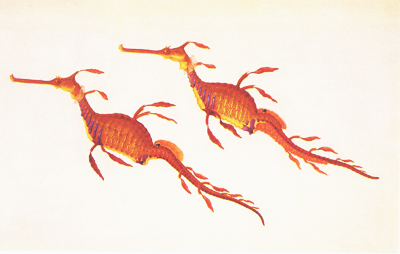
Ilustrace řasovníka protáhlého od Ferdinanda Bauera

## Způsob života a rozmnožování
Řasovník se živí drobnými korýši a ostatním zooplanktonem. Potravu nachází například v puklinách útesů, do nichž strká svůj dlouhý trubkovitý rypec. Řasovník postrádá chápavý ocas, jímž se podobné druhy dokážou přichytit k podkladu, a tak proplouvá porosty řas v mělkých vodách, připomínaje řasu unášenou proudem.
Spolu s mořskými koníky, řasovníkem rozedraným (Phycodurus eques) a mořskou jehlou (Syngnathus typhle) je jediným známým druhem, ve kterém snášejí vejce samci.
Samec nosí oplozené vejce přichycené pod ocasem po dobu osmi týdnů. Po vylíhnutí jsou mladí řasovníci nezávislí a hned začínají přijímat potravu. V zajetí je páření vzácné, neboť výzkumníci musí ještě porozumět, jaké faktory podněcují řasovníky k rozmnožování. Jediná místa, kde se podařilo řasovníky úspěšně odchovat, jsou:
- Aquarium of the Pacific, Long Beach, Kalifornie
- Melbourne Aquarium, Melbourne, stát Victoria v Austrálii
- Tennessee Aquarium v Chattanooga, stát Tennessee v USA[4]

Jiná zařízení dokázala dosáhnout alespoň kladení vajec.
V zajetí přežívá při úspěšném odchovu zhruba 60 % narozených řasovníků.